# Амаунет
Амаунет (Амонет; егип. Jmn.t — «Сокрытая») — в египетской мифологии женская форма бога Амона (впоследствии вытеснена в качестве пары Амона богиней Мут). Богиня воздуха и ветра, невидимых сил, ритуалов, покровительница и наставница царской семьи.
Изображалась с головой змеи или в образе змеи, одна из богинь Огдоады — гермопольской «Великой Восьмёрки».